# César Valoyes
César Augusto Valoyes Córdoba (ur. 5 stycznia 1984 w Bahía Solano) – piłkarz kolumbijski grający na pozycji napastnika. Od 2017 roku jest zawodnikiem Patriotas FC.

## Kariera klubowa
Karierę piłkarską Valoyes rozpoczął w klubie Independiente Medellín. W 2003 roku zadebiutował w jego barwach w pierwszej lidze kolumbijskiej. W zespole Independiente był podstawowym zawodnikiem i występował w nim przez pięć sezonów. W 2004 roku wywalczył z Independiente mistrzostwo fazy Apertura.
W 2008 roku Valoyes przeszedł z Independiente Medellín do stołecznego klubu Independiente Santa Fe. Grał w nim przez rok, a na początku 2009 roku został zawodnikiem meksykańskiego drugoligowca Tiburones Rojos de Veracruz, w którym występował przez całą fazę Clausura.
W połowie 2009 roku Valoyes wrócił do Kolumbii i ponownie został piłkarzem Independiente Medellín. Jeszcze w tym samym roku został z nim mistrzem fazy Finalización.
| Sezon   | Klub                        | Kraj     | Rozgrywki       | Mecze | Bramki |
| ------- | --------------------------- | -------- | --------------- | ----- | ------ |
| 2003    | Independiente Medellín      | Kolumbia | Copa Mustang    | 4     | 0      |
| 2004    | Independiente Medellín      | Kolumbia | Copa Mustang    | 31    | 4      |
| 2005    | Independiente Medellín      | Kolumbia | Copa Mustang    | 38    | 5      |
| 2006    | Independiente Medellín      | Kolumbia | Copa Mustang    | 36    | 10     |
| 2007    | Independiente Medellín      | Kolumbia | Copa Mustang    | 33    | 9      |
| 2008    | Independiente Santa Fe      | Kolumbia | Copa Mustang    | 33    | 5      |
| 2008/09 | Tiburones Rojos de Veracruz | Meksyk   | Liga de Ascenso | 9     | 0      |
| 2009    | Independiente Medellín      | Kolumbia | Copa Mustang    | 12    | 1      |
| 2010    | Independiente Medellín      | Kolumbia | Copa Mustang    | 20    | 2      |
| 2011    | Independiente Medellín      | Kolumbia | Copa Mustang    |       |        |

## Kariera reprezentacyjna
W reprezentacji Kolumbii Valoyes zadebiutował w 2005 roku. W tym samym roku był w kadrze Kolumbii na Złoty Puchar CONCACAF. W 2007 roku został powołany do kadry na Copa América 2007. Tam wystąpił w jednym meczu, ze Stanami Zjednoczonymi (1:0).

## Sukcesy
- Categoría Primera A (2)

Independiente Medellin: 2004 (Apertura), 2009 (Finalización)